# Leyenda de la mora Saluquia

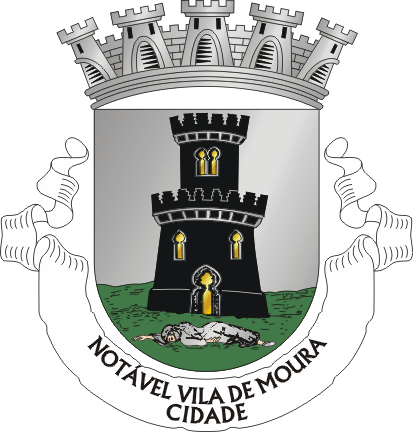
Escudo de la ciudad de Moura, donde puede verse a la mora Saluquia muerta al pie de una torre.

La leyenda de la Mora Saluquia está ligada a la actual denominación de la ciudad portuguesa de Moura. Según la leyenda, la princesa Saluquia, hija de Abu-Hasan y gobernadora de la ciudad entonces llamada Al-Manijah, se enamoró perdidamente de Bráfama, alcaide musulmán de Aroche. En la víspera del matrimonio, Bráfama se dirigió en comitiva a Al-Manijah, a diez leguas de distancia. Pero todo el territorio alentejano al Norte y al oeste ya había sido conquistado por los cristianos y la jornada se presentaba peligrosa. 
Por entonces don Alfonso Enríquez encargó a dos hidalgos, los hermanos Álvaro y Pedro Rodríguez conquistar la ciudad de Al-Manijah. Estando al corriente de los preparativos matrimoniales que allí se desarrollaban, los hermanos se emboscaron en un olivar cerca de los límites de la población. Sorprendido por la acción de los caballeros cristianos, la comitiva de Aroche fue vencida fácilmente y Bráfama fue asesinado. Disfrazándose con los vestidos de los musulmanes, los hidalgos cristianos se dirigieron a la ciudad. Saluquia estaba en lo alto de la torre del castillo, donde aguardaba la llegada de su novio. Viendo aproximarse un grupo de caballeros aparentemente islámicos, la princesa creyó que se trataba de la comitiva de Bráfama, a lo que ordenó les franquesasen las puertas de la fortaleza. Pero apenas traspasaron la muralla, los cristianos se lanzaron sobre los defensores de la ciudad, cogidos por sorpresa, y conquistaron el castillo. Saluquia se dio cuenta entonces del error que había cometido y, herida por la certeza de la muerte de Bráfama, cogió las llaves de la ciudad y se precipitó desde la torre donde se encontraba. 
Conmovidos por la historia de amor que los supervivientes musulmanes les contaron, los hermanos Rodríguez renombraron la ciudad como Terra da Moura Salúquia (Tierra de la Mora Saluquia). El tiempo se encargó de transformar esa denominación en Terra da Moura (Tierra de la Mora), hasta que evolucionó hasta la forma actual de Moura. A una torre de tapial del Castillo de Moura todavía hoy se le llama la Torre de Saluquia, y a un olivar de las proximidades de Moura, aquel donde supuestamente se habían atacado a Bráfama y su comitiva, se llama Bráfama de Aroche. En el escudo de armas de la ciudad de Moura figura una musulmana muerta en el suelo, con una torre en segundo plano, en alusión a la leyenda de la Mora Saluquia.